# Staffel (Feuerwehr)
Staffel ist eine Taktische Einheit innerhalb der Feuerwehr in Deutschland. Sie besteht aus der Mannschaft und Einsatzmitteln. Die Mannschaft setzt sich grundsätzlich aus dem Staffelführer, sowie weiteren fünf unterstellten ausgebildeten Feuerwehrleuten zusammen. Als Einsatzmittel gelten Fahrzeuge, Geräte und Materialien, die die Einsatzkräfte zur Auftragserfüllung benötigen.
Bei der Feuerwehr in Österreich wird diese ähnliche Einheit abgeleitet von der Gruppe als Tanklöschgruppe bezeichnet.
Allen Mitgliedern der Staffel sind eigene Funktionen zugeordnet. Dabei wird zwischen dem Maschinisten und zwei Trupps (üblicherweise Angriffs-, Wassertrupp genannt) unterschieden. Ein Trupp besteht in der Regel aus zwei Personen, dem Truppführer und dem Truppmann, die grundsätzlich gemeinsam vorgehen.
Bei Einsätzen mit einer Staffel kann sie durch einen Selbstständigen Trupp als Gruppe aufgewertet werden.

## Staffel im Lösch- und Hilfeleistungseinsatz
Sowohl im Löscheinsatz zur Brandbekämpfung als auch im Technischen Hilfeleistungseinsatz sind der Mannschaft bestimmte Grundaufgaben zugeteilt. Diese können in den einzelnen Staaten variieren, sind aber grundsätzlich gleich. Deshalb werden sie hier nach der in Deutschland gültigen Feuerwehr-Dienstvorschrift (FwDV) 3 „Einheiten im Lösch- und Hilfeleistungseinsatz“ beschrieben. Gemäß FwDV 3 fällt im klassischen Sinn unter Löscheinsatz nach Definition jede Tätigkeit, bei der Strahlrohre vorgenommen werden müssen. Hierzu gibt es zwei festgelegte Einsatzbefehlsformen.

### Taktische Zeichen in einer Staffel
| Deutschland | Bezeichnung Deutschland        |
| ----------- | ------------------------------ |
|             | Staffelführer (Einheitsführer) |
|             | Maschinist                     |
|             | Angriffstruppführer            |
|             | Angriffstruppmann              |
|             | Wassertruppführer              |
|             | Wassertruppmann                |

### Staffelführer
Der Staffelführer (StFü) führt seine Taktische Einheit. Er ist an keinen bestimmten Platz gebunden. Er ist für die Sicherheit der Mannschaft verantwortlich. Er bestimmt die Fahrzeugaufstellung, die Ordnung des Raumes und gegebenenfalls den Standort der Tragkraftspritze sowie von Aggregaten.

### Maschinist
Der Maschinist (Ma) ist Fahrer und bedient die Feuerlöschkreiselpumpe sowie die im Löschfahrzeug eingebauten Geräte (z. B. Seilwinde) oder mitgeführten Aggregate wie Stromerzeuger. Er sichert sofort die Einsatzstelle mit Warnblinkanlage, Fahrlicht und blauem Blinklicht. Er unterstützt bei der Entnahme der Geräte, ist für die ordnungsgemäße Verlastung der Geräte verantwortlich und meldet Mängel an den Einsatzmitteln dem Einheitsführer. Bei Bedarf kann er auch anderweitig eingesetzt werden. Obwohl man „er führt das Fahrzeug“ sagt, steuert er nur das Fahrzeug und hat keine Befehlsgewalt über die Einheit.

### Angriffstrupp
Der Angriffstrupp (A-Trupp, ATr oder AT abgekürzt) rettet, insbesondere aus Bereichen, die nur mit Atemschutzgeräten betreten werden können. Er führt bis zur Übergabe an den Rettungsdienst die Erstversorgung (mindestens Erste Hilfe) durch, leistet technische Hilfe. Er nimmt in der Regel das erste einzusetzende Strahlrohr vor. Der Angriffstrupp setzt den Verteiler. Er verlegt seine Schlauchleitung selbst bzw. bringt seine Einsatzmittel selbst vor. Der Angriffstrupp besteht aus einem Angriffstruppführer (ATF) und grundsätzlich einem Angriffstruppmann (ATM).

### Wassertrupp
Der Wassertrupp (W-Trupp, WTr oder WT abgekürzt) rettet, bringt auf Befehl tragbare Leitern in Stellung, stellt die Wasserversorgung vom Löschfahrzeug zum Verteiler und zwischen Löschfahrzeug und Wasserentnahmestelle her. Er kuppelt den Verteiler an die B-Schlauchleitung an. Danach wird er beim Atemschutzeinsatz Sicherheitstrupp oder übernimmt andere Aufgaben.
Im Hilfeleistungseinsatz sichert er auf Befehl die Einsatzstelle vor Verkehr, auslaufenden Flüssigkeiten, Einsturz oder Absturz, Brand etc. und nimmt das hierfür erforderliche Gerät vor. Danach steht er für weitere Aufgaben zur Verfügung. Der Wassertrupp besteht aus einem Wassertruppführer (WTF) und grundsätzlich einem Wassertruppmann (WTM).

#### Sonstige Aufgaben
Durch den Wegfall des Schlauchtrupps im Vergleich zur Gruppe werden dessen Aufgaben zwischen A-Trupp und W-Trupp aufgeteilt bzw. werden durch die Trupps selbst ausgeführt.
- Unterstützung beim Aufbau der Saugleitung (A-Trupp, bei mehr als zwei A-Saugschläuchen)
- auf Befehl tragbare Leitern in Stellung bringen
- bedient er den Verteiler, bringt zusätzliche Geräte zum Einsatz (Sprungpolster, Beleuchtungsgerät, Be- und Entlüftungsgerät, Sanitätsgerät usw.) vor.
- Im Hilfeleistungseinsatz: Vorbereitung der befohlenen Geräte
- Soweit erforderlich unterstützt er den Angriffstrupp und betreibt die zugehörigen Aggregate.

Schematische Darstellung der Aufgabenverteilung in der deutschen Feuerwehr-Dienstvorschrift 3 bei Wasserentnahme Hydrant; inklusive Rettung von Person; (Legende: Ma=Maschinist, A=Angriffstrupp, W=Wassertrupp, Weiß 2 Punkte=Staffelführer (allg. Einheitsführer (EF)), Quadrat=Truppmann, Quadrat mit schwarzer Ecke=Staffelführer)

Schematische Darstellung der Aufgabenverteilung in der deutschen Feuerwehr-Dienstvorschrift 3 bei offenem Gewässer mit Varianten; inklusive Rettung von Person; (Legende: Ma=Maschinist, A=Angriffstrupp, W=Wassertrupp, Weiß 2 Punkte=Staffelführer (allg. Einheitsführer (EF)), Quadrat=Truppmann, Quadrat mit schwarzer Ecke=Staffelführer)

## Sitz- und Antreteordnung
In Deutschland steht der Staffelführer vor dem Angriffstruppführer, da der Staffelführer dem Angriffstruppführer den ersten Befehl gibt. Weiterhin steht der Maschinist immer links vom Einheitsführer (vom selbigen gesehen), egal ob vor oder hinter dem Fahrzeug angetreten wird. Aufgrund verschiedener Fahrzeugbauarten gibt es unterschiedliche Sitzmöglichkeiten.

Antrete- und Sitzordnung der Gruppe nach FwDV 3 (Ma=Maschinist, A=Angriffstrupp, W=Wassertrupp, Weiß 2 Punkte=Staffelführer (allg. Einheitsführer (EF)), Quadrat=Truppmann, Quadrat mit schwarzer Ecke=Truppführer)

Antrete- und Sitzordnung der Gruppe nach FwDV 3 (Ma=Maschinist, A=Angriffstrupp, W=Wassertrupp, Weiß 2 Punkte=Staffelführer (allg. Einheitsführer (EF)), Quadrat=Truppmann, Quadrat mit schwarzer Ecke=Truppführer)

## Österreich

### Tanklöschgruppe
In Österreich bezeichnet man die deutsche Staffel als Tanklöschgruppe. Auch in Österreich entfällt der Schlauchtrupp. Im Gegensatz zur deutschen Regelung ist die Zubringleitung zu einem Tanklöschfahrzeug hier die Aufgabe einer anderen Löschgruppe.

### Taktische Zeichen
| Taktisches Zeichen Österreich | Löschgruppe Österreich | Technische Einsatzgruppe Österreich |
| ----------------------------- | ---------------------- | ----------------------------------- |
|                               | Gruppenkommandant      | Gruppenkommandant                   |
|                               | Maschinist             | Maschinist                          |
|                               | Angriffstruppführer    | Rettungstruppführer                 |
|                               | Angriffstruppmann      | Rettungstruppmann                   |
|                               | Wassertruppführer      | Sicherungstruppführer               |
|                               | Wassertruppmann        | Sicherungstruppmann                 |